# Seminar und Bildungshaus St. Wiborada

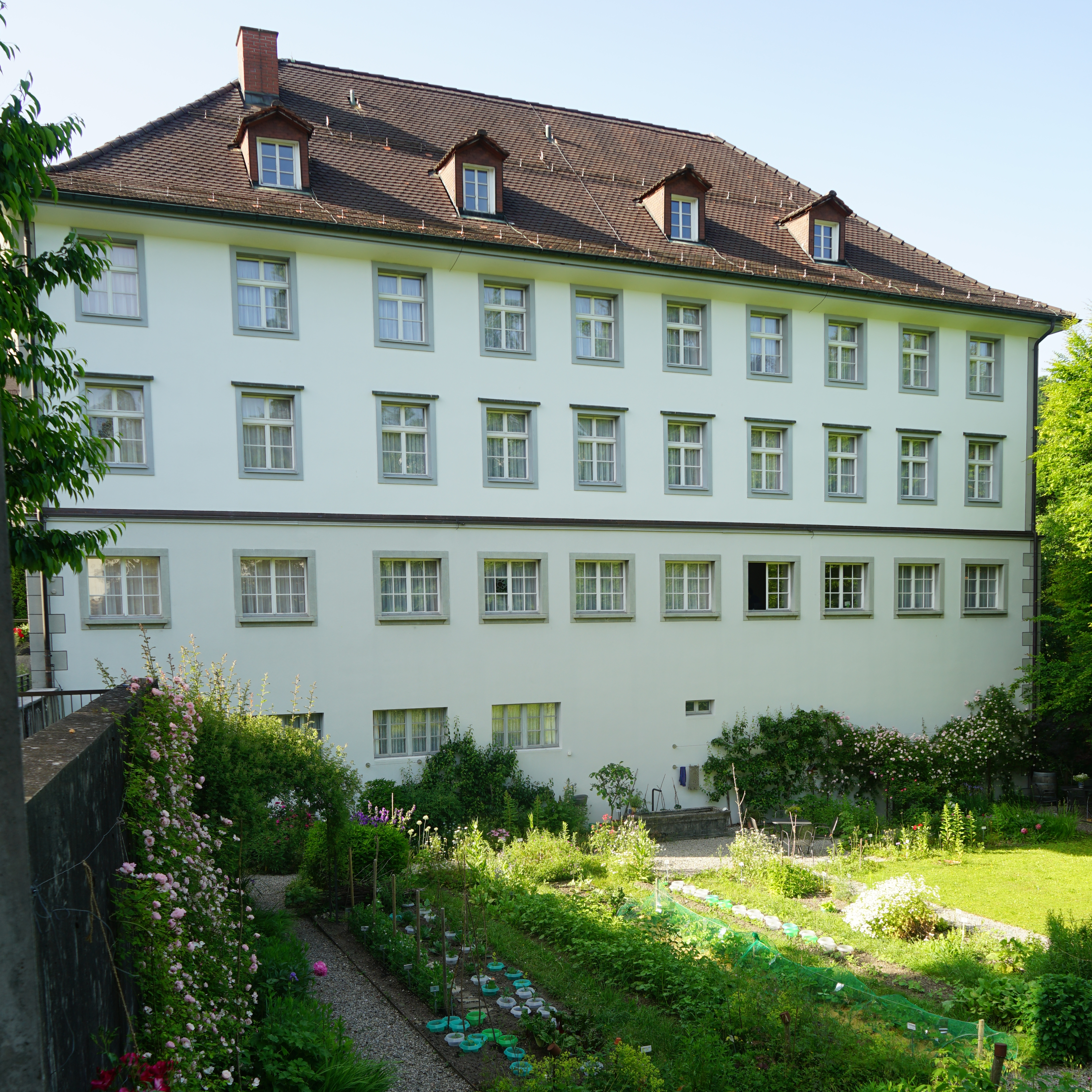
Seminar und Bildungshaus St. Wiborada mit Klostergarten, 2025

Das Seminar und Bildungshaus St. Wiborada (ehemals Seminar St. Georgen) im Quartier St. Georgen der Stadt St. Gallen ist ein Seminar und Bildungshaus für Männer und Frauen, die sich auf einen kirchlichen Dienst im Bistum St. Gallen vorbereiten. Die Liegenschaft ist ein denkmalgeschütztes Bauensemble aus dem 17. und 18. Jahrhundert, das bis 1834 zum Benediktinerinnenkloster St. Wiborada gehörte.

## Lage
St. Georgen ist ein ehemaliges Bauerndorf «mit kleinräumiger Ortsmitte und städtischer Erweiterung» und im Inventar Schützenswerter Ortsbilder (ISOS) im Ganzen als Ortsbild von nationaler Bedeutung aufgeführt. Die Gebäude stehen mit den Nummern 91, 91a und 95 an der St. Georgen-Strasse. Mit der von 1930 bis 1932 neu erbauten Herz-Jesu-Kirche bilden sie den baulich-historischen Mittelpunkt des Quartiers St. Georgen. Ebenfalls denkmalgeschützt sind die gegenüberliegenden Wohnbauten aus dem 17. Jahrhundert in der St. Georgen-Strasse 88–94.

## Geschichte
Das Frauenkloster wurde im 16. Jahrhundert neben der Kirche in St. Georgen gegründet. Ab 1621 lebten die Nonnen in einem kleinen Bauwerk, das später von grösseren Bauten ersetzt wurde. Im Jahr 1731 wurde die strenge, sogenannte päpstliche Klausur eingeführt und wesentliche Bauten des Klosters ausgebaut bzw. errichtet. Eine Verbesserung der wirtschaftlichen Lage wurde durch die 1778 eingeführte Bandstickerei nicht erreicht.
Sieben Jahre nach der Aufhebung der Fürstabtei durften die Klosterfrauen keine Novizinnen mehr aufnehmen und das Kloster wurde 1834 aufgehoben. Im selben Jahr wurde dort ein katholisches Lehrerseminar eingerichtet, aus dem 1839 ein Priesterseminar entstand. Der Architekt Willi Schregenberger liess 1960 den gesamten Komplex umbauen. Das Pfarreiheim (Nr. 95v) wurde 2006 als moderner zweigeschossiger Sichtbetonbau mit Satteldach errichtet.
Die «Wiborada Gartenweiber» des Quartiervereins bewirtschaften seit Sommer 2011 den Klostergarten des Seminarhauses.

## Beschreibung
Das heutige Bildungshaus ist ein «stattlicher», lang gestreckter Steinbau mit Walmdach (Nr. 91a). Es wurde 1644 als Hauptgebäude des Klosters errichtet, 1731 ausgebaut und dient seit 1834 als Seminarhaus. Strassenseitig vorgelagert ist ein hohes, dreigeschossiges Wohngebäude mit Satteldach. Mit sechs Achsen ist es parallel zur Strasse ausgerichtet. Es wurde wohl 1731 als «Portnerhaus» des Klosters durch den Maurermeister Franz und den Zimmermeister Heinrich erbaut. Südlich schliesst sich ein ehemaliges Wirtschaftsgebäude an (Nr. 95v). Es steht ebenfalls längs der Strasse und hat einen hohen und leicht ausgezogenen Dachfirst. Strassenseitig zeigt es keine Fenster. Die jeweiligen Innenräume wurden mit Stand Januar 2014 noch nicht bewertet. Zwischen den Gebäuden ist ein Brunnen angelegt.
Die «schlichten Bauten» des vollständig erhaltenen Ensembles fallen «durch ihr grosszügiges Bauvolumen» auf und prägen das historische Ortsbild St. Georgens. Sie sind wegen ihrer architektonischen Qualität, ihres historischen Zeugniswertes sowie ihrer städtebaulichen Bedeutung im Bauinventar der schützenswerten Bauten verzeichnet.

## Belege
1. 1 2  ISOS Ortsbilder: St. Georgen. Gemeinde St. Gallen, Wahlkreis St. Gallen, Kanton St. Gallen. In: sg.ch; PDF, abgerufen am 13. Juni 2025. S. 1, 9.
2. 1 2 3 4  Denkmalpflege der Stadt St. Gallen: St. Georgen-Strasse 91. Inventarblatt der schützenswerten Bauten. In: map.stadt.sg.ch; abgerufen am 13. Juni 2025.
3. 1 2  ISOS Ortsbilder: St. Georgen. Siedlungsentwicklung. In: sg.ch; PDF, abgerufen am 13. Juni 2025. S. 12.
4. ↑  Quartierverein St. Georgen: Wiborada Gartenweiber. Abgerufen am 13. Juni 2025.
5. ↑  Denkmalpflege der Stadt St. Gallen: St. Georgen-Strasse 91a. Inventarblatt der schützenswerten Bauten. In: map.stadt.sg.ch; abgerufen am 13. Juni 2025.

Koordinaten: 47° 24′ 57,9″ N, 9° 22′ 57,6″ O; CH1903: 746695 / 253513